# 布兰戴斯大学
布兰戴斯大学（/ˈbrændaɪs/），是美國第一所由猶太人成立、著重人文教育、非隸屬任何教派的私立研究型大學。成立于1948年，位于麻薩諸塞州沃尔瑟姆西南角，在波士顿以西9英里（约14公里）处，建立于原米德尔塞克斯大学（Middlesex University）校址之上。该校得名于美国最高法院第一任犹太人法官路易斯·布蘭戴斯。
布兰戴斯大学虽然保持了相对较小的规模，但在生物化学、社會政策、人文與社會科學等领域保持了美国一流的研究水准。並于1985年獲選成為衡量學術聲望的美國大學協會成員之一。體育方面，它也是大學運動聯盟的成員學校之一。布兰戴斯大学的较高声望吸引了来自美国各州及世界上各国的学生群体，其中72%的非国际本科生来自州外，同时也具有全美第八大国际学生群体。此外，该校招收来自不同经济背景的学生。50%的全日制本科生获得基于需求的助学金，13.5%接受联邦政府颁发的佩尔格兰特助学金。
布兰戴斯大学亦培养出大量卓越的校友，包括犹太裔物理学家爱德华·威滕以及美国前第一夫人埃莉诺·罗斯福。在科学界，该校教授迈克尔·莫里斯·罗斯巴什以及杰弗里·霍尔因发现控制昼夜节律的分子机制而被授予2017年度诺贝尔生理学或医学奖。2023年，該校校友德魯·韋斯曼也因發明核苷修飾技術和卡塔林·考里科博士一同獲得诺贝尔生理学或医学奖天体物理学教授约翰·沃德尔曾参与人类史上首次拍摄黑洞图像的团队。布兰戴斯大学校友在政界亦有闻名，包括国家元首、国会议员、州长、外交官等。

## 歷史

### 成立
布蘭戴斯大學成立於1948年。當時因社會普遍的歧視與排擠，猶太人、女性與其他少數族群無法平等地接受高等教育，美國猶太人社群因此募資設立一所無宗教隸屬的大學，接受來自任何背景與信仰的教職員生。並以維持卓越的大學教育與研究創新為創校宗旨。
该校成立于米德尔塞克斯大学（Middlesex University）校址之上。米德尔塞克斯大学是一所位于沃尔瑟姆的医学院，且为全美唯一一所未给与犹太人配额的医学院校。成立者约翰·史密斯死于1944年，其遗嘱规定应当建立一所非宗派的大学。两年内，米德尔塞克斯大学由于财政问题濒临破产，且未能获得美国医学会（American Medical Association，AMA）的认证。史密斯曾推测，是该校的反犹主张导致了这一后果。
史密斯博士之子C.鲁格斯·史密斯（C. Ruggles Smith）迫切希望挽救米德尔塞克斯大学。他了解到一个由以色列·戈尔茨坦（Israel Goldstein）博士率领的纽约委员会正寻求建立由犹太人资助的世俗大学。史密斯向戈德斯坦求助并提出了一项提议，即将米德尔塞克斯校园和特许权交给戈德斯坦委员会，以期希望他的委员会“拥有在批准的基础上重建医学院的明显能力”。戈德斯坦担心自己的医学院愿景失败，不过最终获得占地100英亩的校园。为此，他感到十分激动。该校园离世界上最主要之一的犹太社区纽约不远，而距离重要的犹太人口中心之一的波士顿也仅有9英里。戈德斯坦同意接受史密斯的提议，着手招募具有筹款经验的波士顿律师乔治·阿尔珀特（George Alpert）。
1946年2月5日，戈尔茨坦招募了著名犹太裔物理学家爱因斯坦，招致了全国对于这所新兴大学的关注。爱因斯坦相信，该大学将吸引来自世界各地、各领域的卓越青年。

### 开学
布兰戴斯大学于1948年4月26日宣布，国家希勒尔委员会主席艾布拉姆·萨查尔（Abram L. Sachar）当选为布兰戴斯第一任校长。萨查尔承诺布兰戴斯大学将遵循路易斯·布兰戴斯的学术诚信和服务原则。他还承诺，绝不会根据“种族，族裔或经济状况”作为配额去录取学生或者聘用教职工。

### 早期阶段
校园宿舍的建设始于1950年3月，其目标为90％的学生能够居住在校园内。运动场的建设始于1950年5月。1952年2月，开始建造可容纳2000个座位的圆形剧场。1953年，爱因斯坦（Einstein）拒绝了布兰戴斯大学授予荣誉学位的提议，写信给布兰戴斯大学校长阿布拉姆·萨查尔（Abram L. Sachar）说：“在布兰戴斯大学的准备阶段发生的一切根本不是由误会引起的，不能再加以改善了。”1953年成立近东和犹太研究系，是为美国大学最早的犹太研究学术课程之一。布兰戴斯（Brandeis）于1954年开设了研究生课程，即艺术与科学研究生院。同年，布兰戴斯（Brandeis）获得了充分的认可，加入了新英格兰学院与中学协会。截至1954年，布兰戴斯拥有22栋建筑和192英亩（78公顷）的校园。

### 20世纪下半叶
1969年1月8日，大约70名黑人学生进入当时的学生中心福特大厅，将所有其他人赶出了大楼，并拒绝离开。学生的诉求包括增加黑人教职员工的招聘配额、将黑人学生入学率从到学生4%提高到10%、建立美国黑人研究的一个独立部门，并增加黑人学生的奖学金。抗议期间，抗议者将学校改名为马尔科姆X大学，并全校分发带有新名称和徽标的纽扣。并列明十四项诉求，以提高少数族群在校内的发言权。在抗议期间，有超过200名白人学生在行政大楼的大厅举行了静坐活动。与此同时，学校正常课程并未受到影响。同一时期亦有其他大学的学生在校内开展了类似的运动，包括旧金山州立大学、明尼苏达大学、斯沃斯莫尔学院，切尼州立学院，皇后学院，和圣何塞州立学院。
时任校长莫里斯B.亚伯兰虽然承认“对这个国家对于黑人的冷漠和欺骗深感失望和愤怒”，但学生的行为是对大学的公开羞辱和冒犯。亚伯兰说：“学术自由本身受到了极大的侵犯。”同时教师亦谴责学生的行为。在抗议活动的第三天，亚伯兰提议成立三个委员会，以“详细阐明仍在分裂我们的那些观点”，但学生拒绝参与讨论。
抗议的第四天，米德尔塞克斯高等法院发布了一项临时限制令，要求学生们离开福特大厅。亚伯兰说他不会强行将学生从福特大厅驱逐，但他却说有65名学生因其行为被暂时停学。1月18日，黑人学生退出了福特音乐厅，结束了对这座建筑长达十一日的占领。在该抗议期间，没有发生暴力或财产损失。福特大厅于2000年8月拆除，并改建为夏皮罗校园中心，于2002年10月3日开放并投入使用。

### 21世纪
2014年，布兰戴斯大学宣布向索马里裔荷兰女权分子、作家及政治人物阿亚安·希尔西·阿里授予荣誉学位，因其反对伊斯兰教的残割女性生殖器、名誉杀人以及极端伊斯兰主义。但由于该行为“与大学的核心价值观不一致”，以及受到美国 - 伊斯兰关系委员会（CAIR）的抗议，最终学校决定撤回该荣誉学位。
2017年，遗传学家迈克尔·罗斯巴什和杰弗里·霍尔共同获得2017年诺贝尔生理学或医学奖，为首次布兰戴斯教职员工获奖。该研究克隆了果蝇的的周期基因，该基因若经过突变，便可修改果蝇的昼夜节律（即生物钟）。

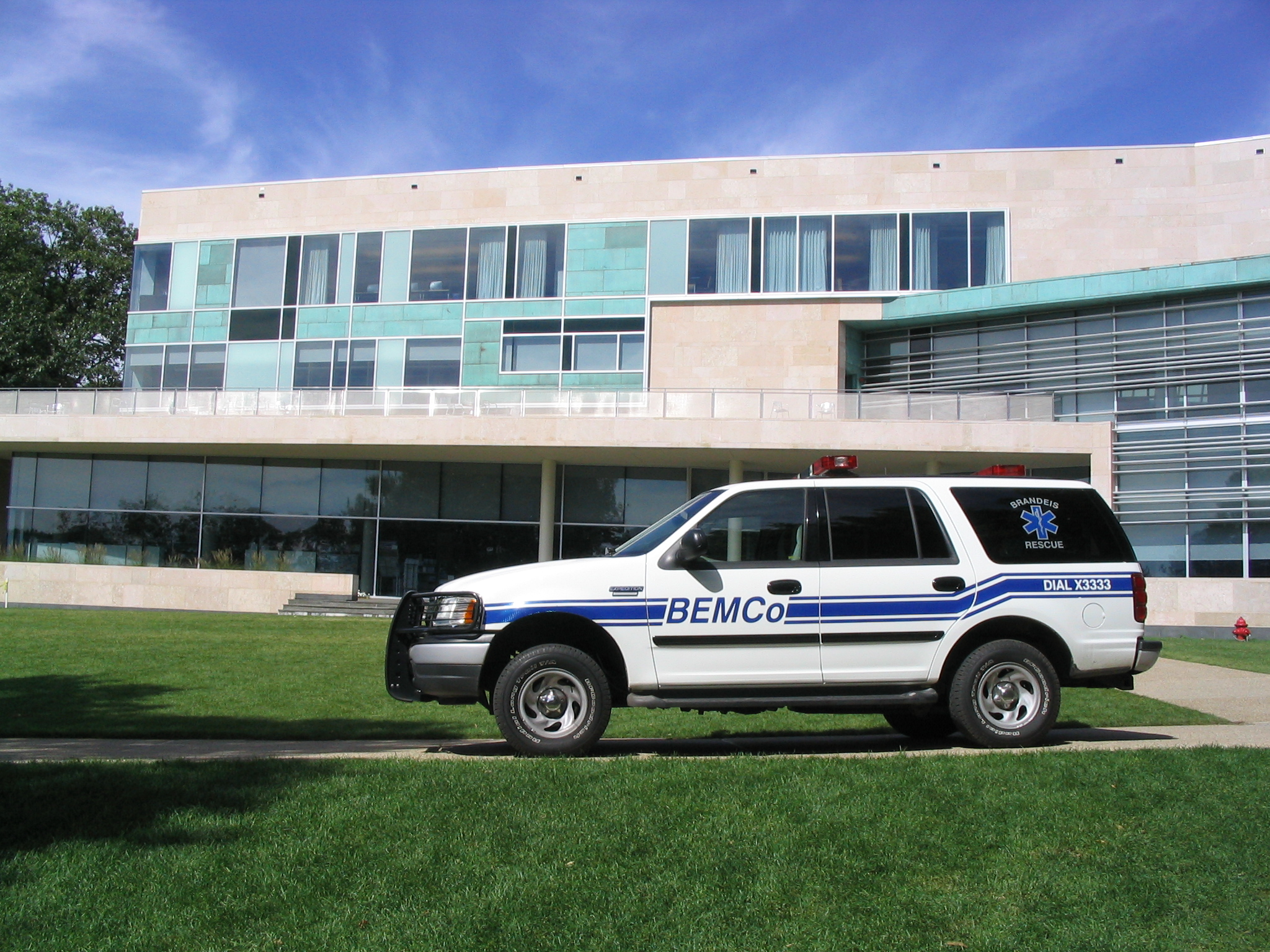
一辆停在夏皮罗校园中心外的BEMCo急救车

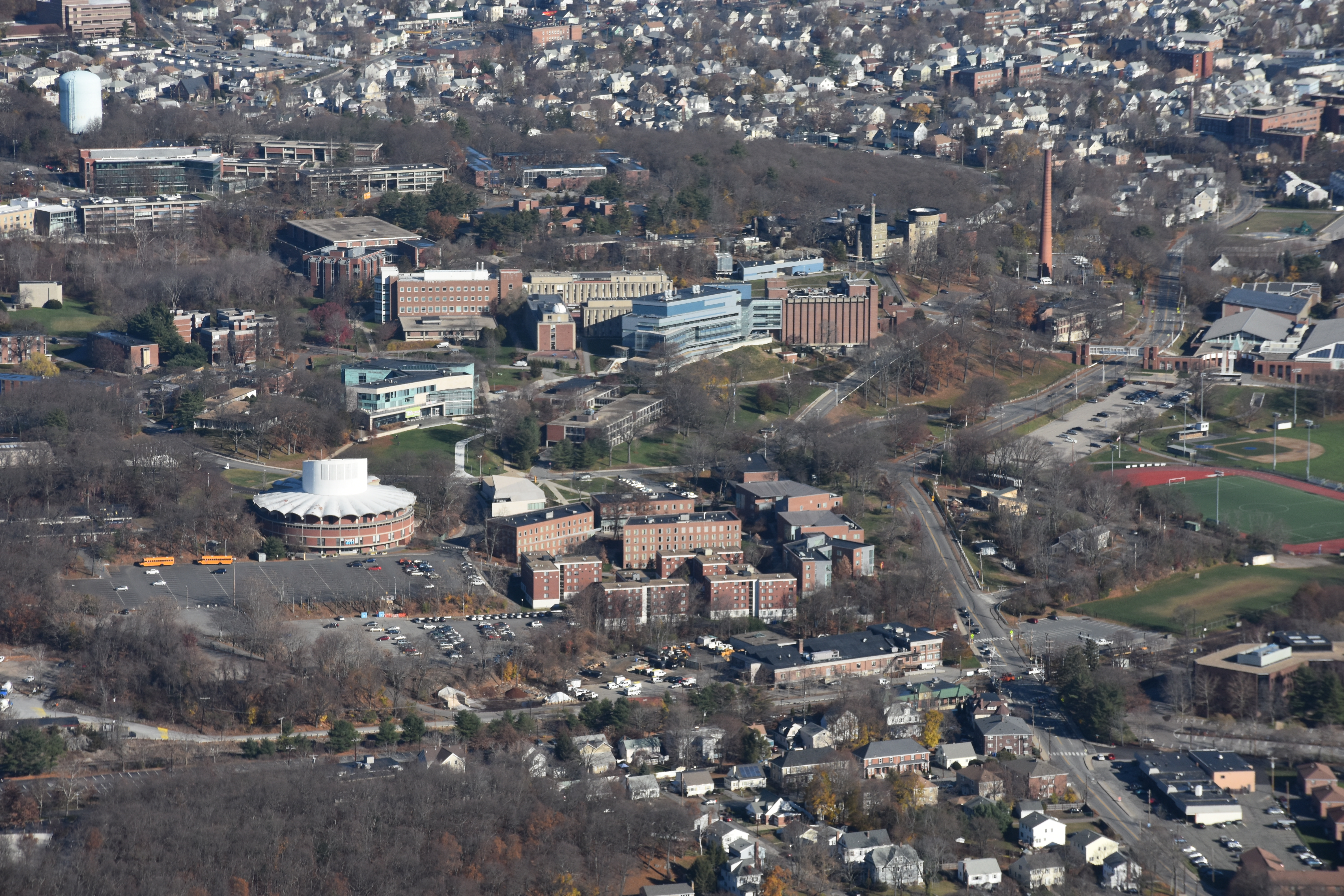
大學校區鳥瞰

## 校园及设施

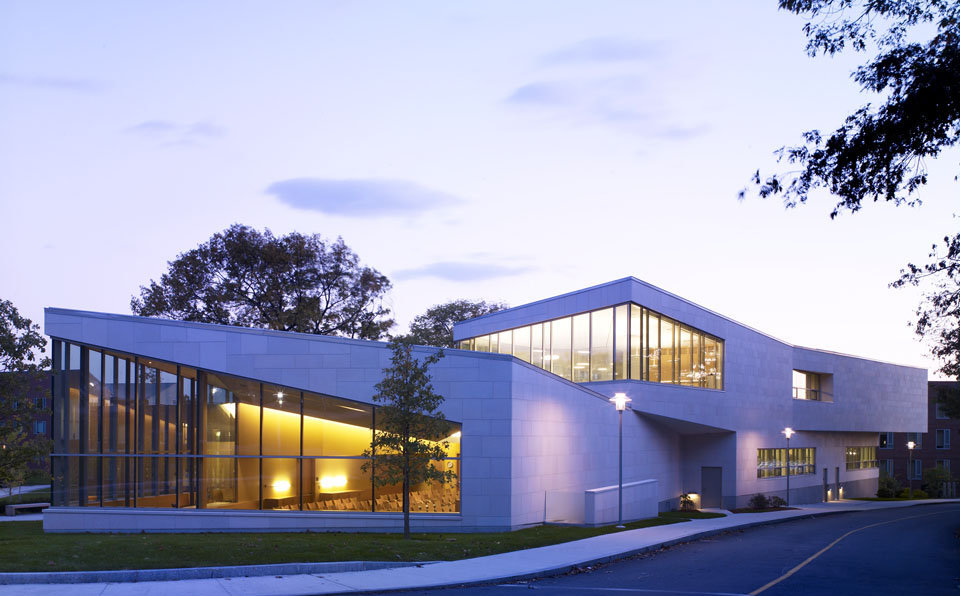
招生办公室

### 玫瑰艺术馆

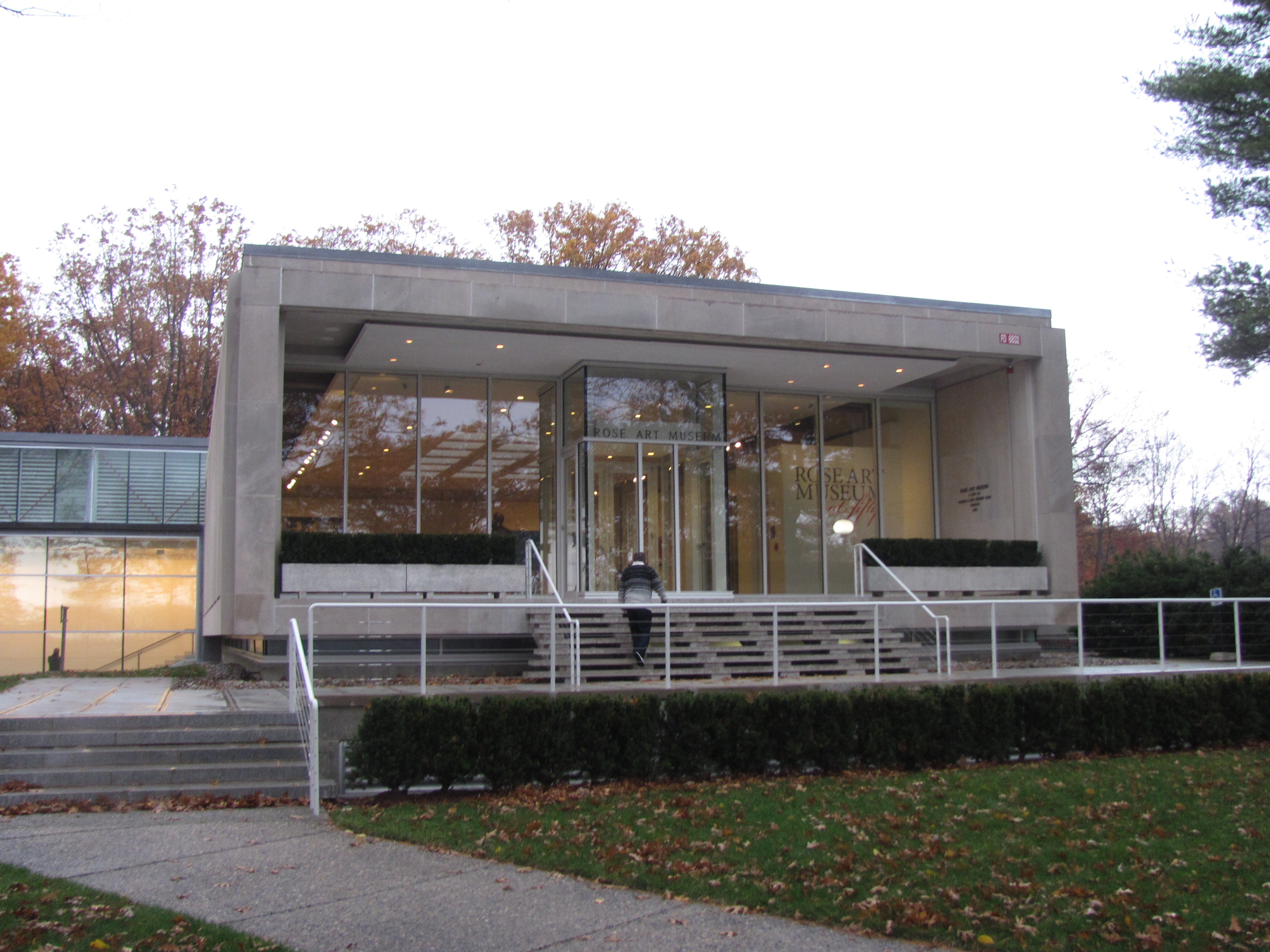
玫瑰藝術館

布兰戴斯大学的玫瑰艺术馆（Rose Art Museum）设于大学校内，距离波士顿市中心20分钟路程，并免费向公众开放。该艺术馆始建于1961年，展出大量20及21世纪艺术作品。凭借其备受推崇的国际收藏品，学术展览以及跨学科的学术和公共计划，促进了布兰代斯大学的标志性言论自由精神，全球多样性和社会正义的价值观。

### 图书馆

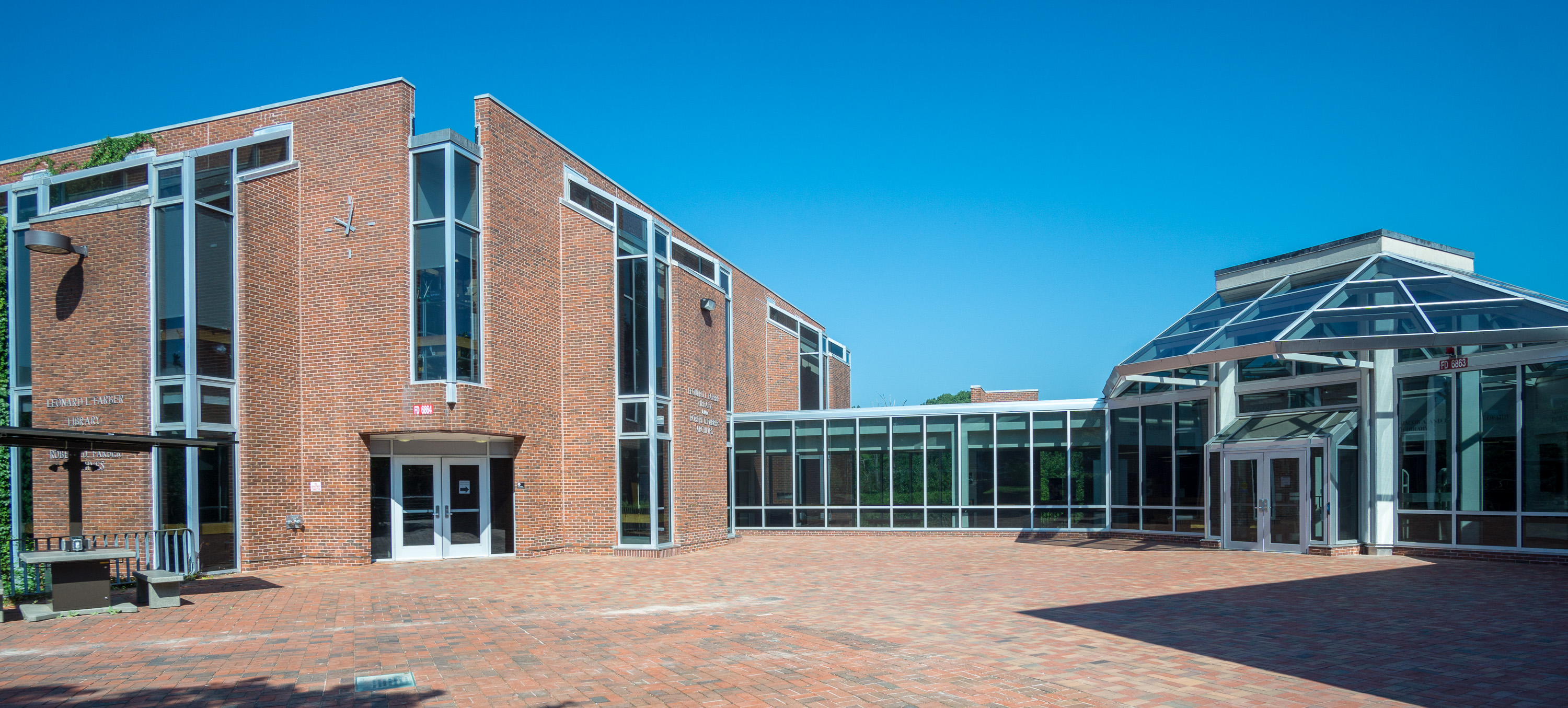
大學圖書館

布兰戴斯大学图书馆提供支持学术研究、奖学金、教学及学习的服务。馆藏逾1,500,000实体书、600,000本电子书等共二百万册书籍、45,000种电子期刊及在线数据库，涵盖科学，创意艺术，人文，政府文件，犹太和社会科学等领域。

### 校园服务
布兰戴斯大学医疗队（BEMCo）是布兰戴斯学生运营的志愿者紧急医疗服务。BEMCo致力于为布兰戴斯社区提供及时有效的紧急医疗服务。BEMCo总部位于斯通曼（Stoneman）大楼，每周7天，每天24小时营业。学生志愿者均为马萨诸塞州认证的紧急医疗技术人员（EMT）。BEMCo配备了两辆经过马萨诸塞州公共卫生部检查和认证的V级救护车，以及最新的紧急医疗设备。

## 学生生活

### 饮食
校园内共有两大食堂，即谢尔曼（Sherman）和尤斯丹（Usdan），两者都十分难吃。谢尔曼食堂供应符合犹太教规的饮食，而尤斯丹则不提供。除两大食堂外，亦设有多家星巴克（Starbucks）、唐肯都乐（Dunkin' Donuts）、爱因斯坦（Einstein Bros. Bagels）、路易斯德里（Louis' Deli）等咖啡店或小食店。

### 宿舍楼
布兰戴斯大学提供校内住宿，并强制大一新生入住校内宿舍。

#### 大一学生
通常情况下，秋季入学的大一新生将被分配至马赛（Massell）或北房（North）两大片区。该两片区各有数栋宿舍楼，并有单人间、双人间及三人间三种房间。而秋季入学的新生通常被安排至群落（Village）片区。
| 片区名称        | 楼栋名称            |
| --------------- | ------------------- |
| 北房（North）   | 史福利 Scheffres    |
| 北房（North）   | 戈登 Gordon         |
| 北房（North）   | 莱特曼 Reitman      |
| 北房（North）   | 电缆 Cable          |
| 马赛（Massell） | 夏皮罗 Shapiro      |
| 马赛（Massell） | 尤森 Usen           |
| 马赛（Massell） | 迪罗伊 Deroy        |
| 马赛（Massell） | 莱恩菲尔德 Renfield |

#### 大二学生
自大二起，学生将不再受强制居住于校内，但仍然可以申请住宿。通常情况下，大二学生居于天线楼（Skyline）、东坊（East）、罗森塔尔（Rosenthal）、群落（Village），或南街567号（567 South Street）。学生亦可申请入住111/110及112/150查尔斯河公寓。

#### 大三及大四学生
大三学生主要居住在齐夫（Ziv），查尔斯河公寓，里奇伍德（Ridgewood）或群落（Village）。福斯特群系（Foster Mods）则专门为高年级学生提供。查尔斯河公寓，里奇伍德和福斯特群系均供包括厨房在内的多种公寓住房选择。在这些公寓中，部分设有客厅。齐夫片区提供带单人间的六人套房，而群落片区则提供集群大厅式布置的单人间和双人间。

## 学院设置

### 文理学院
文理学院（School of Arts and Sciences）包括24个系和22个跨系合作课程项目，总共开设了44个主修专业和50个辅修专业。

### 文理研究生院
文理研究學院（GSAS, Graduate School of Arts and Sciences）提供17个博士學位，與40个以上的硕士和學士後學位。文理研究學院排名優異的系所包括英文系與歷史系等。除单设的社会政策与管理和商学院的研究生學位外，布兰戴斯大学的全日制研究生學位均归此院管理，包括招生和学院行政事务。

### 赫勒社会政策与管理学院
赫勒社会政策与管理学院（Heller, Heller School for Social Policy and Management）成立于1959年，是布兰戴斯大学的第一个职业教育学院（Professional school）。根據《美国新闻与世界报道》，該學院特別著名的領域包括社會政策、健康政策與管理、國際發展等。並在2018年社会政策院校排名中名列全美第八。该学院于2008年获得AACSB认证。

### 拉伯暑期与继续教育学院
拉伯暑期与继续教育学院（Rabb, Rabb School of Summer and Continuing Studies）提供各种学分和非学分课程，在职硕士和职业教育课程项目，为更广大的人群提供职业发展、个人提升和终身学习的机会。

### 国际商学院
布兰戴斯大学国际商学院（International Business School，縮寫IBS）成立于1994年，原名国际经济与金融研究生院（The Graduate School of International Economics and Finance）。该院的历史最早可以追溯到布兰戴斯大学的经济学系。该学院2008年通过了AACSB认证。
此外该校还设有Cohen现代犹太研究中心、Schuster调查性新闻研究所、Steinhardt社会研究所和女性研究中心。

## 相关人物

### 知名校友
- 愛德華·維騰，數學物理學家，1990年菲爾茲獎得主。
- 莱斯利·兰波特，计算机科学家，2013年图灵奖得主。
- 凯伦·乌伦贝克，数学家，2019年阿贝尔奖得主，第一位女性阿贝尔奖得主。
- 科拉尔·亚诺什，数学家，2017年邵逸夫奖得主，2006年柯尔奖得主，普林斯顿大学数学教授
- 邦妮·伯格（英语：Bonnie Berger）：麻省理工学院应用数学教授
- 罗伯特·齐默（英语：Robert Zimmer）：数学家、芝加哥大学校长
- 保羅·莎莉（英语：Paul Sally）：數學家、芝加哥大学數學教授
- 烏爾里克·蒂爾曼（英语：Ulrike Tillmann）：數學家、曾任倫敦數學學會主席，牛津大學名譽教授，艾薩克·牛頓研究所所長
- 罗德里克·麦金农：2003年诺贝尔化学奖获得者
- 迈克尔·桑德尔：哈佛大学知名教授
- 麥可·羅斯巴希：2017年諾貝爾生理學或醫學獎共同得主
- 傑佛瑞·霍爾：2017年諾貝爾生理學或醫學獎共同得主
- 德鲁·韦斯曼：2023年諾貝爾生理學或醫學獎共同得主
- 骆利群：中国科学技术大学81少/818校友，现任美国斯坦福大学生物系教授、霍华德·休斯医学研究所研究员。
- 沈彤：1989年天安门事件学生领袖
- 哈金：华裔美籍作家、波士頓大學英文系教授
- 安吉拉·戴維斯：非裔基進女性主義學者、政治運動人士
- 李家洋：植物分子遗传学家，曾任中华人民共和国农业部副部长、中国农业科学院院长。中共第十八届中央候补委员，第十三届全国人大常委会委员

### 荣誉学位获得者
- 刘慈欣：中国当代科幻作家、中国科普作家协会会员，山西省作家协会副主席，长篇小说《三体》、中短篇小说《流浪地球》作者。于2019年5月19日获颁文学博士荣誉学位。[52]

## 轶事
2003年诺贝尔化学奖得主罗德里克·麦金农在诺贝尔奖官网的自传中曾提到布兰戴斯大学对其人生的影响，
|  | ......布兰戴斯的物理课对我一生都有深远的影响。在那里，我遇见了我未来的妻子爱丽丝·李（Alice Lee）。她头脑敏锐，明眸善睐，深深地吸引了我。 |

## 校内出版物

### 报纸及年鉴
- Archon, 为官方年鉴。涵盖全年的学生活动、俱乐部活动、学术课程、运动记录及学生日常生活。于每年免费邮寄至所有应届毕业生。[54]
- The Barrister News Ltd, 曾为政治中立的周报，在1985-1991年间刊行。[55]
- The Blowfish, 成立于2006年2月的一家讽刺性报纸，每周四出版。
- The Brandeis Hoot, 成立于2005年的一家独立新闻报纸，每周五出版。
- The Justice, 成立于1949年 (即成立后一年) 是一个行政独立的周报，每周二出版。

### 杂志
- The Louis Lunatic, 2004年冬起发行的一家学生运营的体育杂志，关注校内及全国性体育赛事。每学期出版。[56]
- Gravity, 1990年起发行的幽默类杂志。
- Laurel Moon, 1991年起发行的文学杂志。
- Artemis, 20世纪80年代到90年代出版的女权杂志。并于于2013年秋季学期重新出版。[57]
- Under the Robe, 1985年至1988年由“大律师”出版的艺术和娱乐社会小报。
- Where the Children Play,于1994年由菲尔罗宾逊（Phil Robinson）和阿比盖尔迈尔斯（Abigail Myers）共同出版的文学及艺术杂志。

### 期刊
- Brandeis Economic & Finance Review, 由乔丹·卡鲁索(Jordan Caruso)于2010年创立的期刊，专注于商务、经济及金融学，由学生运作。1987年诺贝尔经济学奖得主罗伯特·索洛曾于2010年秋季投稿。[58]
- Brandeis International Journal, 由学生运作的学期报，专注于国际事务。
- Brandeis Law Journal, 成立于2008年，为全国独家由本科学生运作的法学期刊。
- The Brandeis Scope 针对大学校内及附属实验室的科学研究报告。
- Louis Magazine, 已废止的知识分子话语期刊，曾于1999-2002年刊行。
- The Pulse, 针对医学研究进展的报告，由Pre-Health Society出版。

## 校长
布兰戴斯大学现任及前任校长如下：
| 姓名                                    | 任期      | 注   |
| --------------------------------------- | --------- | ---- |
| 亚伯兰·萨哈尔 Abram L. Sachar           | 1948–1968 |      |
| 莫里斯·亚伯兰 Morris B. Abram           | 1968–1970 |      |
| 查尔斯·肖特兰 Charles I. Schottland     | 1970–1972 |      |
| 玛弗·伯恩斯坦 Marver H. Bernstein       | 1972–1983 |      |
| 伊夫林·汉德勒 Evelyn Handler            | 1983–1991 |      |
| 斯图尔特·奥特曼 Stuart Altman           | 1990–1991 | 临时 |
| 塞缪尔·蒂尔 Samuel O. Thier             | 1991–1994 |      |
| 耶胡达·赖因哈兹 Jehuda Reinharz         | 1994–2010 |      |
| 弗雷德里克·劳伦斯 Frederick M. Lawrence | 2011–2015 |      |
| 丽莎·林奇 Lisa M. Lynch                 | 2015–2016 | 临时 |
| 罗纳德·利博维茨 Ronald D. Liebowitz     | 2016–今   |      |